# シティーケーブル周南
株式会社シティーケーブル周南（シティーケーブルしゅうなん、CITY-CABLE SHUNAN Corporation.）は、山口県周南市（徳山、新南陽、鹿野地区）をエリアとするケーブルテレビ局。周南市が出資する第三セクターである。略称はCCS。

## サービスエリア
- 山口県周南市（徳山、新南陽、鹿野地区）

## 開局の背景と経緯
サービスエリアである徳山・新南陽地区は、山口県の瀬戸内海沿岸の中でもテレビの区域外（広島、福岡波）受信が困難な地域である。更に県内でも早くからビルの高層化が進んだことに加え、1975年に開通した山陽新幹線の高架により電波障害が発生した。このため、小規模な共同受信施設が各所に設けられた。これを1985年10月には周南ケーブルサービス、1989年5月にはメディアリンクと2社が先述施設の統廃合を進めつつ、多チャンネルケーブルテレビのサービスを開始した。
ところが、2社ともに区域外再放送をする際に必要な山口放送など地元民放の許可が得られず、当時の郵政省の正式許可の無いままサービスを展開した。ついには徳山・新南陽両地区の約半数の世帯が2社のいずれかに加入する事態になった。事態を重く見た市議会や郵政省は正常化に向けて動いたがまとまらず、ついに地元財界と民放が中心になって同社が設立され、1996年7月1日に正式に開局した。
当初は加入世帯が伸びず苦戦を強いられたが、前述2社からの移行費用の無料化や正常化交渉の結果、1999年4月に周南ケーブルサービスの全加入世帯を統合することに合意、業務を委譲した。
2003年、旧徳山市・新南陽市・鹿野町・熊毛町とが合併し、周南市が誕生。旧熊毛町をサービスエリアに含めるKビジョンと住み分けをするかたちで、他の旧2市1町を対象エリアとして拡張した。旧鹿野町また旧徳山市北部（旧・都濃郡都濃町）エリアでは新世代ケーブルテレビ補助事業の対象事業として全国初のFTTH方式での整備を行い、全国の事業者から大きな注目を集めた。また2005年には同方式で人間魚雷「回天」の基地で知られる同市大津島に、全国初の自社所有海底ケーブルを敷設。離島への通信網整備に向けた施設整備を図っている。
競合となるメディアリンクは格安の価格設定を継続。1994年2月、第三者から山口地方裁判所徳山支部（現・周南支部）会社更生法の申し立てにより財産保全命令が出されたが、審査の結果、申立てが不当との判断により開始とならず、2003年新たな電気通信役務利用法の制度による登録を行い、設備はFTTHにより新設、併せて画期的な「STBレス」システムとし財政難を克服。エリア内で2社が存在する状態が続いている。

## 主な放送チャンネル

### 地上波系列別再送信局
| NHK-G   | NHK-E   | NNN/NNS            | ANN                        | JNN                     | TXN         | FNN/FNS      | JAITS |
| ------- | ------- | ------------------ | -------------------------- | ----------------------- | ----------- | ------------ | ----- |
| NHK山口 | NHK山口 | 山口放送 ※福岡放送 | 山口朝日放送 ※九州朝日放送 | テレビ山口 ※RKB毎日放送 | TVQ九州放送 | テレビ西日本 |       |

### テレビ局
- アナログの※はデジアナ変換による再送信。
- アナログのC-はCATV対応機器で受信可能。

| デジタル    | 放送局                                       |
| ----------- | -------------------------------------------- |
| D011(1)     | NHK総合・山口                                |
| D021(2)     | NHKEテレ・山口                               |
| D031(3)     | テレビ山口                                   |
| D041(4)     | 山口放送                                     |
| D051(5)     | 山口朝日放送                                 |
| D071(7)     | TVQ九州放送                                  |
| D081(8)     | テレビ西日本                                 |
| D111(11-1)  | CCSこみちゃん111                             |
| D112(11-2)  | ウェザーニューズ                             |
| D121(12-1)  | CCSこみちゃん121                             |
| D122(12-2)  | CCSこみちゃん122                             |
| BS101 - 102 | NHK BS                                       |
| BS141 - 143 | BS日テレ                                     |
| BS151 - 153 | BS朝日                                       |
| BS161 - 163 | BS-TBS                                       |
| BS171 - 173 | BSテレ東                                     |
| BS181 - 183 | BSフジ                                       |
| BS191       | WOWOWプライム                                |
| BS192       | WOWOWライブ                                  |
| BS193       | WOWOWシネマ                                  |
| BS200       | BS10                                         |
| BS201       | BS10スターチャンネル                         |
| BS211       | BS11                                         |
| BS222       | TwellV                                       |
| BS231       | 放送大学テレビ                               |
| BS234       | グリーンチャンネル                           |
| BS236       | BSアニマックス                               |
| BS242       | J SPORTS 1                                   |
| BS243       | J SPORTS 2                                   |
| BS244       | J SPORTS 3                                   |
| BS245       | J SPORTS 4                                   |
| BS251       | BS釣りビジョン                               |
| BS252       | WOWOWプラス                                  |
| BS255       | 日本映画専門チャンネル                       |
| BS256       | ディズニー・チャンネル                       |
| BS260       | J:COM BS                                     |
| BS265       | BSよしもと                                   |
| BS531       | 放送大学ラジオ                               |
| BS4K101     | NHK BSプレミアム4K                           |
| BS4K141     | BS日テレ 4K                                  |
| BS4K151     | BS朝日 4K                                    |
| BS4K161     | BS-TBS 4K                                    |
| BS4K171     | BSテレ東 4K                                  |
| BS4K181     | BSフジ 4K                                    |
| BS4K211     | ショップチャンネル 4K                        |
| BS4K221     | 4K QVC                                       |
| J500        | えんてれ (HD)                                |
| J513        | フジテレビNEXT ライブ・プレミアム (HD)       |
| J514        | フジテレビONE スポーツ・バラエティ (HD)      |
| J515        | フジテレビTWO ドラマ・アニメ (HD)            |
| J530        | J SPORTS3 (HD)                               |
| J531        | J SPORTS1 (HD)                               |
| J532        | J SPORTS2 (HD)                               |
| J533        | J SPORTS4 (HD)                               |
| J534        | スカイA (HD)                                 |
| J535        | GAORA SPORTS(HD)                             |
| J536        | 日テレジータスHD                             |
| J537        | ゴルフネットワークHD                         |
| J546        | WOWOWプラス (HD)                             |
| J551        | ファミリー劇場 (HD)                          |
| J557        | アクションチャンネル (HD)                    |
| J563        | 衛星劇場HD                                   |
| J564        | 東映チャンネル (HD)                          |
| J567        | 日テレプラス ドラマ・アニメ・音楽ライブ (HD) |
| J568        | ホームドラマチャンネルHD                     |
| J569        | V☆パラダイス (HD)                            |
| J571        | 韓国エンタメMnet (HD)                        |
| J581        | キッズステーション (HD)                      |
| J582        | アニマックスHD                               |
| J583        | アニメシアターX（AT-X） (HD)                 |
| J705        | レジャーチャンネル1                          |
| J706        | レジャーチャンネル2                          |
| J707        | レジャーチャンネル4                          |
| J718        | ショップチャンネル                           |
| J719        | QVC                                          |
| J721        | フジテレビTWO ドラマ・アニメ                 |
| J722        | MONDO TV                                     |
| J724        | 囲碁・将棋チャンネル                         |
| J725        | 女性チャンネル♪LaLa TV                       |
| J726        | ディズニー・チャンネル                       |
| J727        | ディズニージュニア                           |
| J729        | 旅チャンネル                                 |
| J730        | J SPORTS3                                    |
| J731        | J SPORTS1                                    |
| J732        | J SPORTS2                                    |
| J735        | GAORASPORTS                                  |
| J736        | 日テレジータス                               |
| J737        | ゴルフネットワーク                           |
| J739        | フジテレビONE スポーツ・バラエティ           |
| J741        | 釣りビジョン                                 |
| J748        | チャンネル銀河                               |
| J749        | アジアドラマチックTV★So-net                  |
| J750        | チャンネルNECO                               |
| J751        | ファミリー劇場                               |
| J752        | 日本映画専門チャンネル                       |
| J753        | 時代劇専門チャンネル                         |
| J754        | Dlife                                        |
| J755        | スーパー!ドラマTV                            |
| J756        | ムービープラス                               |
| J758        | ミステリーチャンネル                         |
| J765        | TBSチャンネル1                               |
| J766        | テレ朝チャンネル1 ドラマ・バラエティ・アニメ |
| J770        | スペースシャワーTV                           |
| J772        | MTV                                          |
| J773        | MUSIC ON! TV（エムオン!）                    |
| J774        | 歌謡ポップスチャンネル                       |
| J789        | TV5MONDE                                     |
| J790        | Nikkei CNBC                                  |
| J792        | CNNj                                         |
| J794        | TBSNEWS                                      |
| J795        | テレ朝チャンネル2 ニュース・情報・スポーツ   |
| J798        | ヒストリーチャンネル                         |
| J820        | グリーンチャンネル1 (HD)                     |
| J821        | グリーンチャンネル2 (HD)                     |
| J812        | SPEEDチャンネル                              |

- デジタル放送はJC-HITSを使用している。
- デジタル放送の区域外再放送についてTNCテレビ西日本の2008年12月15日、TVQ九州放送は2011年7月24日にそれぞれ開始。
  - 他の福岡民放局（KBC九州朝日放送・RKB毎日放送・FBS福岡放送）の地上デジタル放送の再送信については見通しがたっていない。
- NHK BS1とNHK BSプレミアムのデジアナ変換放送は2013年10月31日をもって放送を終了する。
- 他のデジアナ変換放送も2015年3月までに順次終了する。

### ラジオ局
| MHz  | 放送局       |
| ---- | ------------ |
| 77.0 | CROSS FM     |
| 78.4 | しゅうなんFM |
| 79.2 | FMY          |
| 80.0 | FM FUKUOKA   |
| 85.3 | NHK山口FM    |
| 92.3 | エフエムKRY  |

## 電話サービス
- ケーブルプラス電話（KDDIとの業務提携により提供する固定電話サービス）

## 情報カメラ設置場所
- 望海台団地（日本ハウス展望の館に設置、徳山地区の景色を映す。）
- 鹿野上（鹿野インターチェンジ付近に設置、鹿野地域の景色を映す。）
  - 情報カメラの映像は、6:00 - 18:00の間に放送される文字放送で常時見ることができる。

## 同一地域のケーブルテレビ局
- メディアリンク - 周南市（徳山・新南陽地区）
- Kビジョン - 周南市（熊毛地区）、サービスエリアは他に下松市、光市、熊毛郡平生町、熊毛郡上関町。